# Aljafería
De Aljafería (Arabisch:قصر الجعفرية Qasr Aljafariya, Spaans: Palacio de la Aljafería) is een paleis omgeven door een burcht, gebouwd in de tweede helft van de elfde eeuw in Zaragoza als de zetel van de Banu Hud-dynastie tijdens de regering van Abu Jaffar al-Muqtadir. Het paleis is een voorbeeld van de bloeitijd van de taifa Zaragoza. De Aljaferia fungeert tegenwoordig als de zetel van de Cortes (het regionaal parlement) van de autonome regio Aragón.
Het is het enige grote bouwwerk dat bewaard is gebleven uit de tijd van de taifas. Naast de moskee van Córdoba (uit de 10e eeuw) en het Alhambra (uit de 14e eeuw), is de Aljaferia een van de drie belangrijkste bouwwerken van de Moorse architectuur.
Het paleis is onderdeel van de groepsinschrijving Mudéjararchitectuur van Aragon op de werelderfgoedlijst van UNESCO.

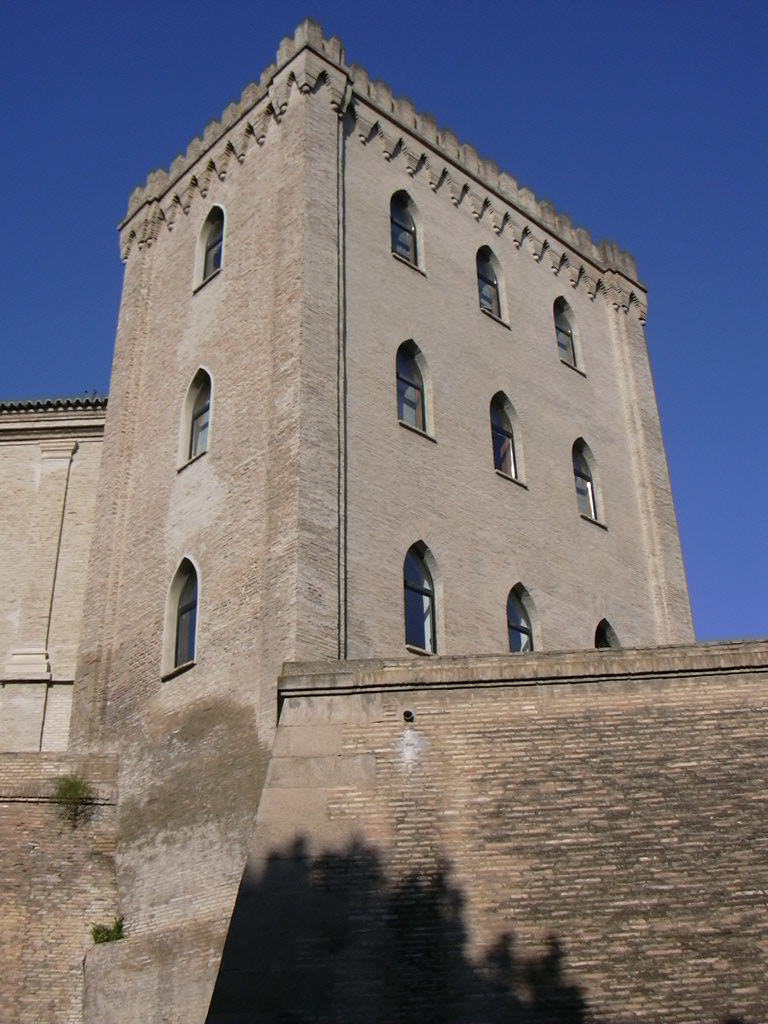
Vestingstoren achterzijde
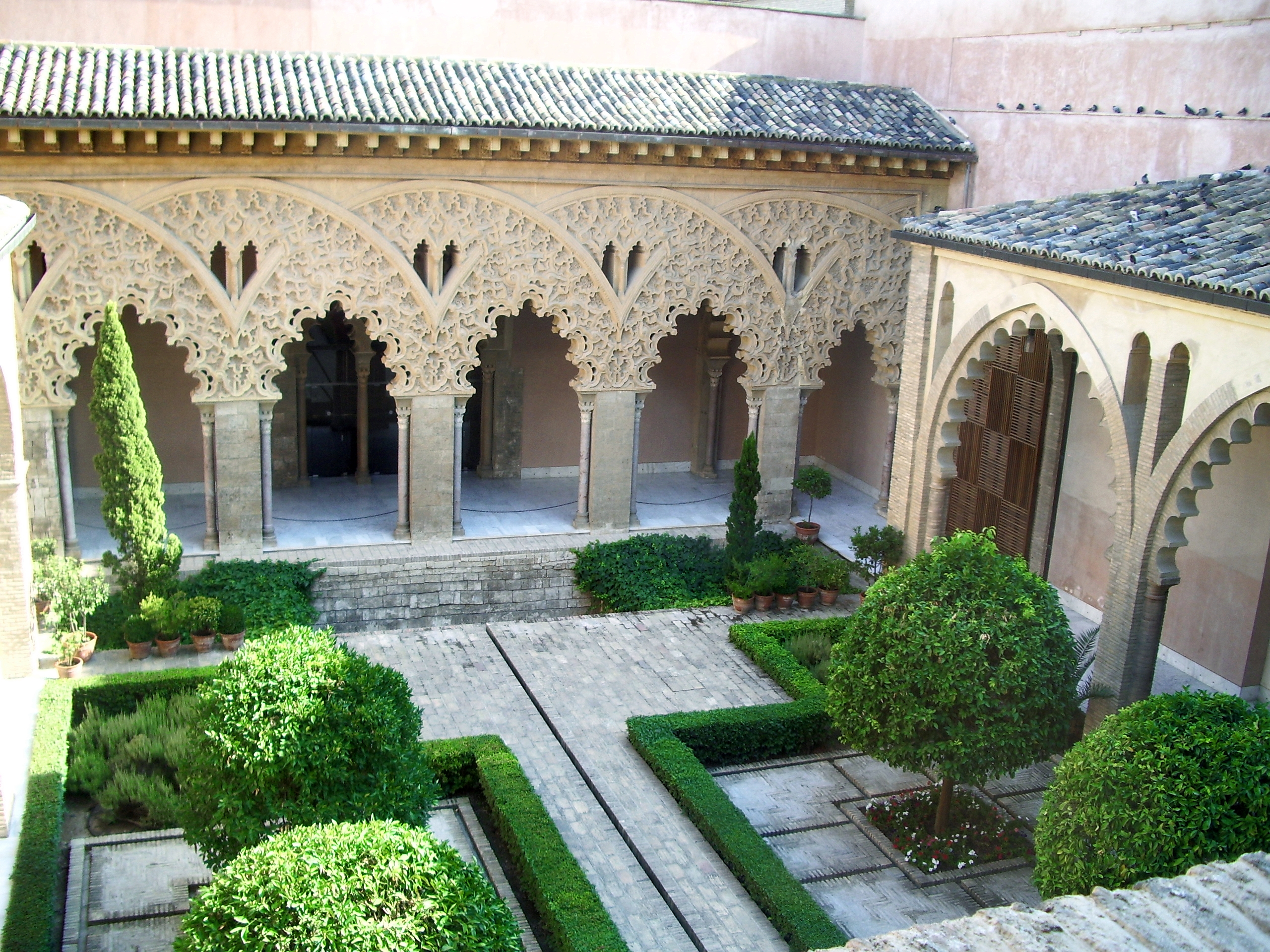
Binnenplaats